# がんばれ!ベアーズ 特訓中
『がんばれ!ベアーズ 特訓中』（原題: The Bad News Bears in Breaking Training）は、1977年に公開されたアメリカ映画。
1976年のスポーツ映画『がんばれ!ベアーズ』のシリーズ第2作。

## 概要
シリーズ第2作の本作では、前作での監督、バターメイカーとピッチャー、アマンダはいなくなるが、ベアーズの中心メンバー、ケリー・リーク、劇中、足を骨折して入院中のティミー・ルーパスを含め、10名のキャストが前作に続いて出演している。

## あらすじ
ヒューストンのアストロドーム球場での遠征試合が決まったベアーズの一行は監督不在のまま、ケリーが調達したワゴンに乗って子供たちだけでカリフォルニアからヒューストンに向かった。ヒューストンに到着するとケリーは8年ぶりに父親の元に会いに行った。ケリーは自分と母を見捨てた父にわだかまりを抱えたまま、父に自分たちのチームの監督になってほしいと依頼する。事情を理解して快く引き受けてくれたケリーの父マイクはさっそくチームのメンバーを特訓する。
しかし、練習中にタバコに火をつけたケリーをマイクが注意したことで、ケリーの心の中のわだかまりが噴出し、ケリーとマイクは口げんかをして、ケリーは練習場から飛び出してしまう。その後、親子のわだかまりは沈静化して、いよいよヒューストンの代表チーム、トロスとの試合の日がやってきた。

## キャスト
| 役名                   | 俳優                         | 日本語吹替   | 日本語吹替   |
| 役名                   | 俳優                         | 日本テレビ版 | テレビ朝日版 |
| ---------------------- | ---------------------------- | ------------ | ------------ |
| マイク・リーク         | ウィリアム・ディヴェイン     | 青野武       | 近石真介     |
| ケリー・リーク         | ジャッキー・アール・ヘイリー | 三ツ矢雄二   | 三ツ矢雄二   |
| サイ・オランスキー     | クリフトン・ジェームズ       | 滝口順平     | 滝口順平     |
| カーメン・ランザーニ   | ジミー・バイオ               | 古谷徹       | 鈴木清信     |
| タナー・ボイル         | クリス・バーンズ             | 堀絢子       | 沢田和猫     |
| アーメッド・ラヒム     | エリン・ブラント             | 野沢雅子     | 間嶋里美     |
| ホセ・アギラー         | ジェイミー・エスコベド       | 馬場はるみ   | 佐々木菜摘   |
| ミゲル・アギラー       | ジョージ・ゴンザレス         | 山田栄子     | 藤原千秋     |
| オギルビー             | アルフレッド・ラター         | 水島裕       | 中原茂       |
| ジミー・フェルドマン   | ブレット・マークス           | 鵜飼るみ子   | 田中真弓     |
| ルディ・スタイン       | デヴィッド・ポロック         | 塩屋翼       | 山中正樹     |
| ティミー・ルーパス     | クイン・スミス               | 吉田理保子   | 及川ひとみ   |
| トビー・ホワイトウッド | デヴィッド・スタンボー       | 鈴木れい子   | 井上瑤       |
| マイク・エンゲルバーグ | ジェフリー・ルイス・スター   | 山本圭子     | 安西正弘     |

- 日本テレビ版：初回放送1980年4月2日『水曜ロードショー』※DVD収録。
  - 演出：伊達渉、翻訳：岩佐幸子、制作：東北新社
- テレビ朝日版：初回放送1983年5月1日『日曜洋画劇場』
  - 演出：春日正伸、翻訳：飯嶋永昭、制作：東北新社

## スタッフ
- 監督：マイケル・プレスマン（英語版）
- キャラクター創造：ビル・ランカスター
- 脚本：ポール・ブリックマン
- 製作：レナード・ゴールドバーグ
- 撮影：フレッド・J・コーネカンプ
- 美術：スティーブン・M・バーガー
- 編集：ジョン・W・ホイーラー
- 音楽：クレイグ・セイファン（英語版）

- 字幕翻訳：今井朗子

## 主題歌
Lookin' Good　歌：James Rolleston
- 作曲：クレイグ・セイファン、作詞：ノーマン・ギンベル